# Szőlőrigó
A szőlőrigó (Turdus iliacus) a madarak osztályának verébalakúak (Passeriformes) rendjébe és a rigófélék (Turdidae) családjába tartozó faj. Észak-Európában, Ázsia északi részén, Szibériában fészkel.
Költöző madár, melynek példányai a telet Nyugat-Európában, Dél-Európában, Észak-Afrikában és Délnyugat-Ázsiában a Fekete-tenger és a Kaszpi-tenger vidékén töltik. A szőlőrigónak két alfaja létezik. Kedveli a nyílt erdőségeket, bokrok közt, fákon és a földön is fészkel. Időnként más madárfajokkal közösen alkot csapatokat.
Egyedszáma Európában és Oroszországban csökkenésnek indult, ezért a Természetvédelmi Világszövetség meghatározása szerint mérsékelten fenyegetett fajnak számít. A szőlőrigó Magyarországon védett madárfaj, természetvédelmi értéke 25 000 forint.
A szőlőrigó Törökország nemzeti madara.

## Előfordulása
Észak-Európában és Ázsia nagy részen él, a Kárpát-medencében október-április hónapokban rendszeres látogató. Fészkelőterülete Izland keleti részétől kezdve, Skócia északi részét érintve, keletebbre Észak-Európában Skandinávia területén, a Balti-államokban, Kelet-Európában Lengyelország északi részein és Fehéroroszországban, valamint Oroszország és Szibéria nagy részén megtalálható. Újabban költőterülete kibővült Ukrajna északi területeivel, valamint meghonosodott Grönland déli vidékein Qaqortoq környékén is 1990-1991 között. A telet Nyugat- és Dél-Európában, valamint Észak-Afrikában, a Fekete-tenger és a Kaszpi-tenger környékén, valamint a szomszédos Délnyugat-Ázsiában tölti.
Magasabb fekvésű területeken gyakran az örvös rigó (Turdus torquatus) élőhelyét veszi át.
Bár nem minden egyede költözik el, hiszen a délebbi vidékeken költő madarak bizonyos esetekben áttelelhetnek, viszont más példányai, akár 6500-7000 kilométert is megtehetnek telelőterületeik elérése során.
A szőlőrigó esetenként feltűnik az Amerikai Egyesült Államok, Bahrein, az Egyesült Arab Emírségek, Japán, Jordánia, Kanada és Líbia területén. 2005-ben Washington állam területén, 2011-ben az alaszkai Seward településen jegyezték fel felbukkanását.

## Alfajai
E madárfajt Linnaeus írta le Systema naturae című művében 1758-ban mai binominális nevén.
Angol neve redwing, melyet a szárnyai alsó részén futó vörös sávról kapta. Nem áll közeli kapcsolatban a pirosvállú csirögével (Agelaius phoeniceus), mely egy észak-amerikai madárfaj, melyet időnként „redwingnek” becéznek, mely madár nem a rigófélék (Turdidae), hanem a csirögefélék (Icteridae). A binominális neve a latin turdus, „rigó”, és az ile „szárny” szavakból ered.
A szőlőrigónak két alfaja van:
- Turdus iliacus coburni, mely a névadó alfaj, melyet Linné leírt és Eurázsia jelentős részén fészkel.
- Turdus iliacus iliacus, melyet Richard Bowdler Sharpe írt le először 1901-ben, mely faj Izlandon és a Feröer-szigeteken fészkel és Nyugat-Skóciában és Írországban, valamint Spanyolországig bezárólag, Nyugat-Európában telel. Sötétebb színű az eredeti alfajnál, valamint nagyobb testalkatú.

## Megjelenése
A szőlőrigó testhossza 20–24 centiméter, szárnyfesztávolsága 33–34 centiméter, testtömege 50–75 gramm. Palástja zöldes-barna árnyalatú testének felső részén, míg hasi testtája piszkosfehér, melyet fekete pöttyök hosszú sorai tarkítanak a torkától egészen végig a mellkasán. Szárnyai és szárnyainak alja narancsvörös, vöröses árnyalatú. Csőre sötét, sárga alapszínű. Lábai barnás-rózsaszínűek. A fiatal egyedek hasonló kinézetűek a kifejlett madarakhoz. Szeme fölött világos sáv húzódik, egészen a tarkójáig.
Éneke egyszerű, ismétlődő dallamokból épül fel.

## Életmódja

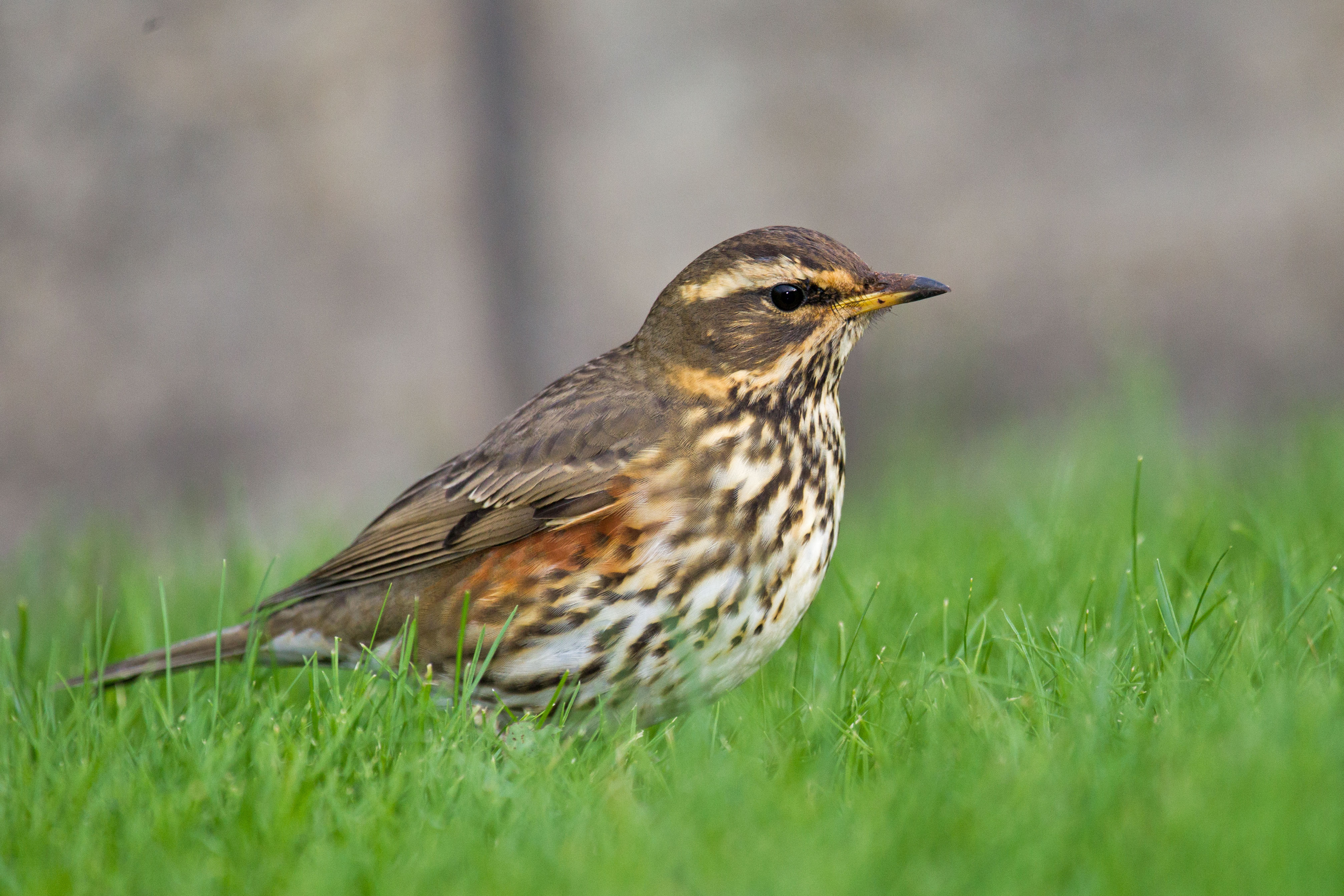
Kifejlett példány

A szőlőrigó a költési időszakban a nyitott erdőségekben, erdős foltokkal tarkított nyílt térségekben, alföldeken, alacsonyabb hegyvidékeken, főleg folyók közelében, folyóvölgyekben és árterületeken telepszik meg, valamint kedveli még a nyílt fenyőerdőket és a kevert faállományú erdőségeket, erdőszéleket mezőkkel, tisztásokkal tarkítva, valamint az erdőirtások környékét, a parkokat és a kerteket.
Rovarokat, csigákat, gilisztákat és pókokat zsákmányol, de ősszel és télen elfogyasztja a bogyókat és gyümölcsöket is. Magyarországon ritkán alkot nagyobb homogén csapatokat, inkább magányosan, vagy fenyőrigókkal (Turdus pilaris) együtt lehet megfigyelni, de vegyes összetételű csapatokat alkothat még fekete rigókkal (Turdus merula), seregélyekkel (Sturnus vulgaris), valamint időnként léprigókkal (Turdus viscivorus), énekes rigókkal (Turdus philomelos) és örvös rigókkal (Turdus torquatus). Vándorlás során, vagy télen e madárrajok gyakran a 200 egyedet is meghaladhatják. Magyarországon főleg ősszel nagy számban vonul át, kisebb csapatai át is telelhetnek.

## Szaporodása

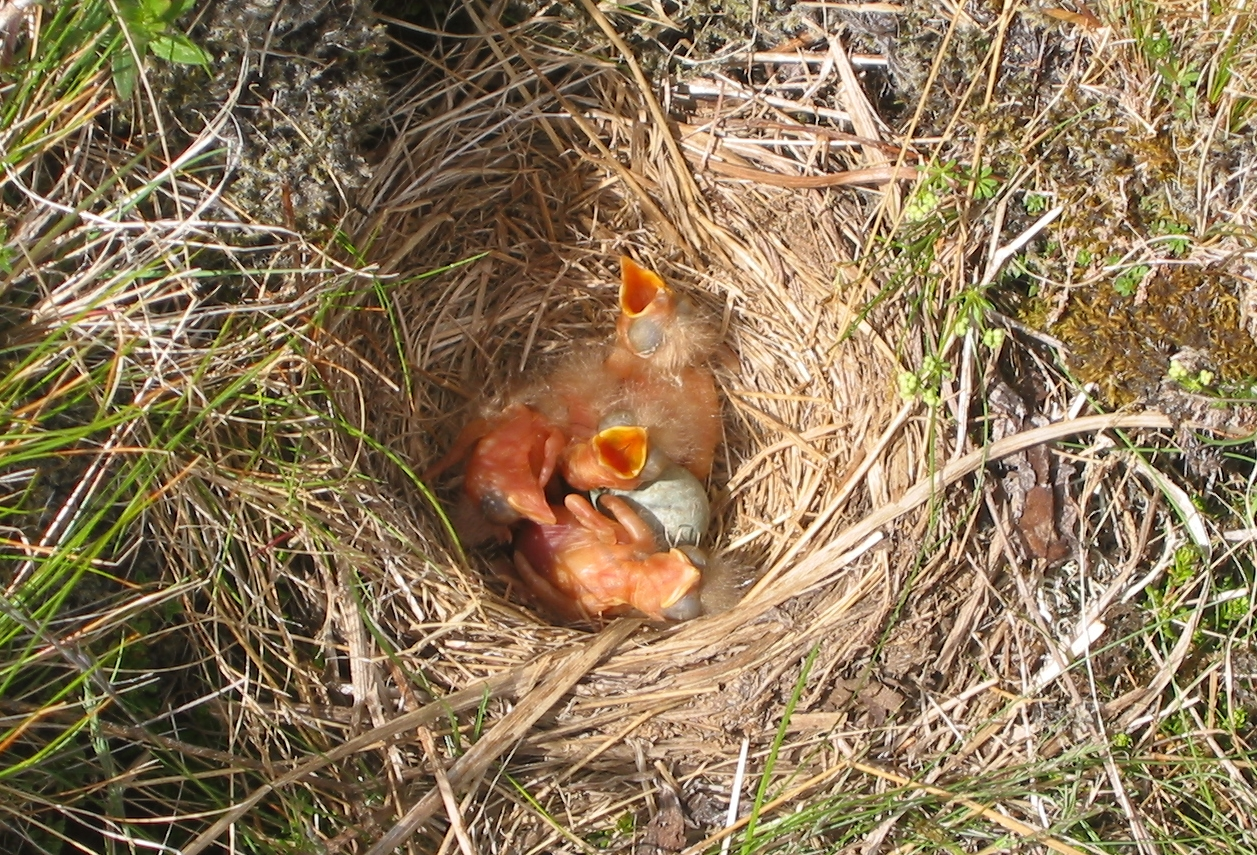
Fiókák a fészekben

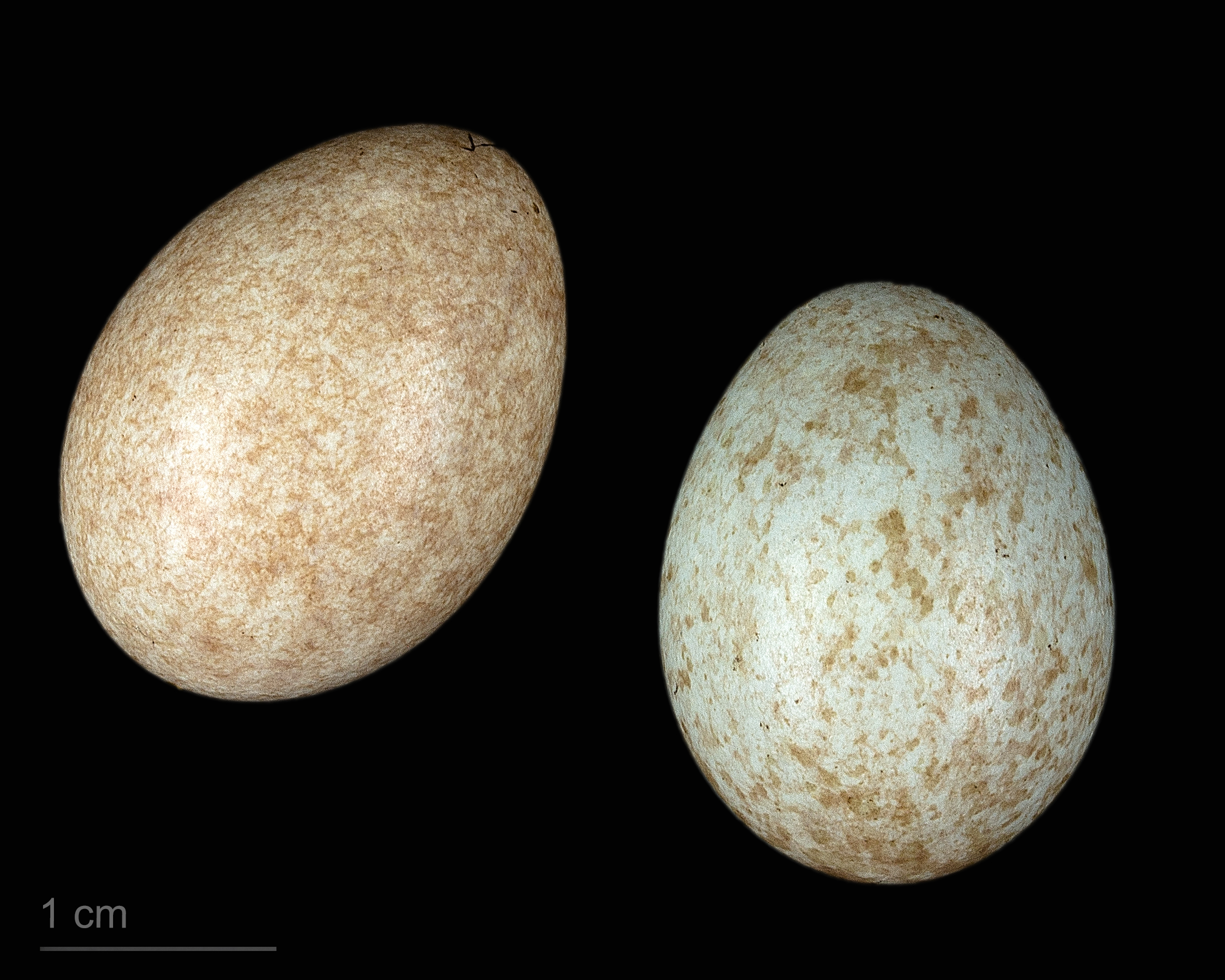
Turdus iliacus coburni

Nedves talajú elegyes és lomberdők fáin, vagy a talajon készíti száraz növényi anyagokból és fűszálakból álló fészkét. Fészekalja átlagosan 5-6 tojásból áll, melyen 11-13 napig kotlik kizárólag a tojó. A fiókák a kikelést követően 12-15 napon belül öltik magukra tollazatukat és további 14 napig szorulnak szüleik általi táplálásra. A tojások 2,6 X 1,9 centiméteres méretűek, súlyuk átlagosan 4,6 gramm, melynek mintegy 5 százalékát a héj teszi ki. A hím nem hord táplálékot a tojónak, ezért annak rendszeresen el kell hagynia fészkét táplálkozás céljából. A fiókák etetésében azonban mindkét szülő részt vesz. A szőlőrigó két fészekaljat nevel fel évente.
Kedvelt fészkelőhelyei nyíresekben, égeresekben találhatóak, fészkét lucfenyők, nyírfák, égerfák alacsonyabban fekvő részeire építik, a kertekben akár épületek zugaiba is építik. A költési időszak áprilistól július végéig tart a földrajzi sajátosságoknak megfelelően. Tömzsi, csésze formájú fészkét fűszálakból, gallyakból, gyökerekből és mohából építi fel, melyet puha levelekkel, és egyéb puha növényi részekkel bélel ki. Fészkének szálait sárral tapasztja össze. A fészek a földön, vagy a föld közelében bokrokon helyezkedik el, vagy fák ágaira építik. Gyakran több szőlőrigófészek található egymás közelében. A szőlőrigók átlagos élettartama 5,2 év.

## Védelem

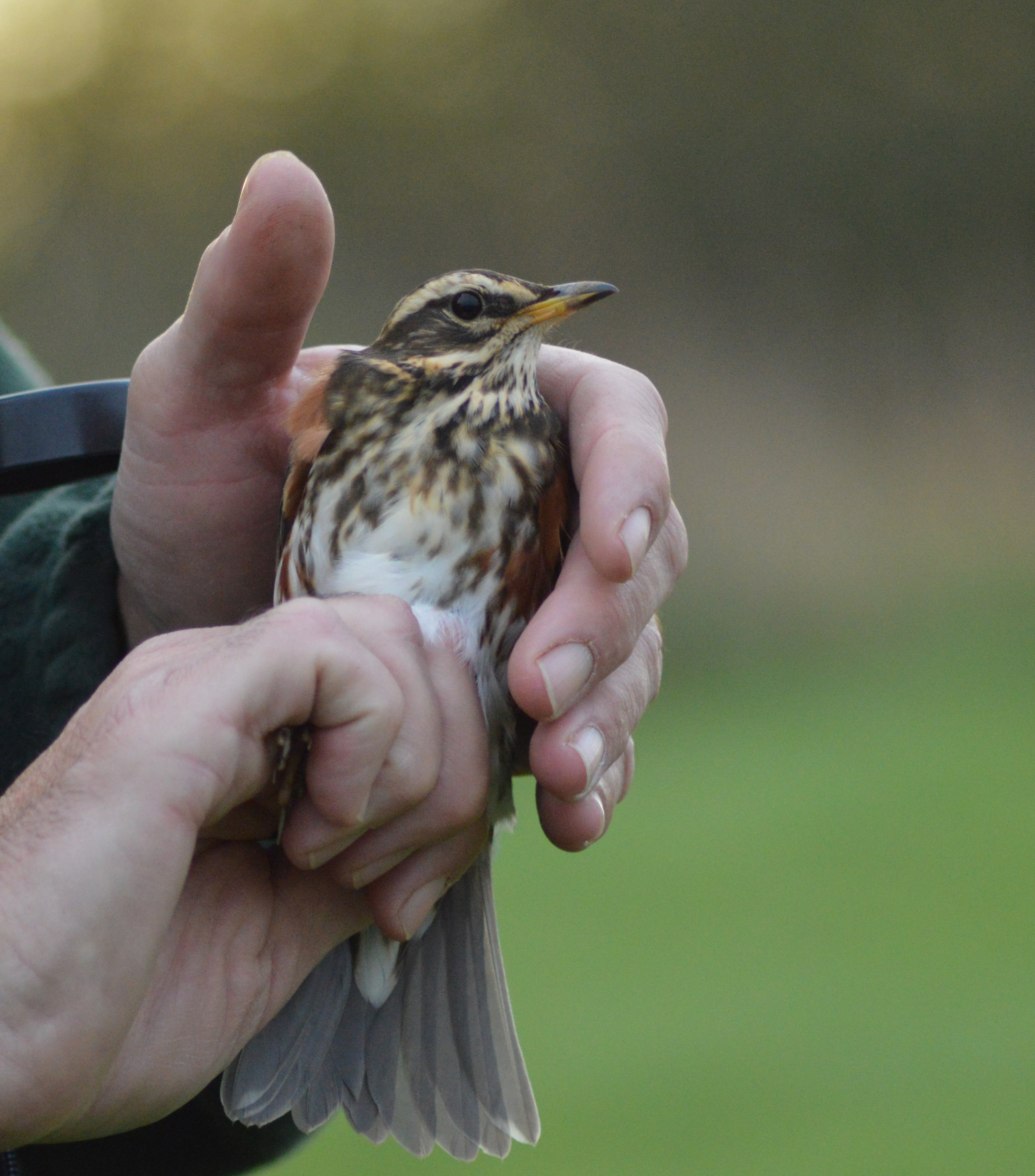
Egy szőlőrigó gyűrűzés közben

A szőlőrigó egyedszáma európai élőhelyén mérséklet mértékű csökkenésnek indult, jól lehet állományának jelentős része Európán kívül fészkel. Előfordulhat, hogy más területeken is csökkenésnek indul populációja. Élőhelye mintegy 4 370 000 négyzetkilométert tesz ki, mely területeken összesen mintegy 98 és 151 millió egyedre teszik számát. Európai állománya mintegy 13 200 000-20 100 000 fészkelő pár, amely alapján a kontinensen mintegy 26 300 000-40 300 000 egyed élhet belőle. Európai állománya 15,6 év leforgása alatt (három generáció alatt) közel harminc százalékos csökkenést mutat, ami azt jelenti, hogy 1980 óta mérsékelt csökkenés mutatkozik meg létszámában. Teljes állományának csak mintegy 40 százaléka él Európában. Oroszország európai felén létszáma 2000 óta mintegy 20, 1980 óta, mintegy 30 százalékkal esett vissza, amely szintén csökkenést mutat. Összesített egyedszáma alapján elmondható, hogy mintegy 30 százalékos csökkenés várható populációjában, mérsékelten fenyegetett faj. Ugyanakkor az adatok további pontosítást igényelnek. A szőlőrigó Magyarországon védett madárfajnak számít, melynek természetvédelmi értéke 25 000 Ft.
Magyarországon 1951 és 2014 között összesen 2051 példányt gyűrűztek meg. A legtávolabbi helyen felbukkant példány Franciaország területén került elő, Gironde megyében, 1517 kilométeres távolságban hazánktól. A leggyakrabban október-november tájékán, illetve áprilisig bezárólag kerül sor e madarak gyűrűzésére hazánkban. A hazánkban meggyűrűzött szőlőrigók elsősorban Olaszország, Görögország és Franciaország területén kerültek elő, valamint Lengyelországban, Belgiumban és Korzikán fordult elő egy-egy megkerülés.